# Украинская правда
Украи́нская пра́вда (укр. Українська правда) — украинское интернет-издание.
Материалы на сайте публикуются в основном на украинском языке, большая часть статей и новости переводится на русский. Основная тематика — политика, социальные проблемы, экономика. На сайте есть постоянно обновляемая лента новостей, архив публикаций, блоги политиков, писателей, журналистов, спортсменов.

## История

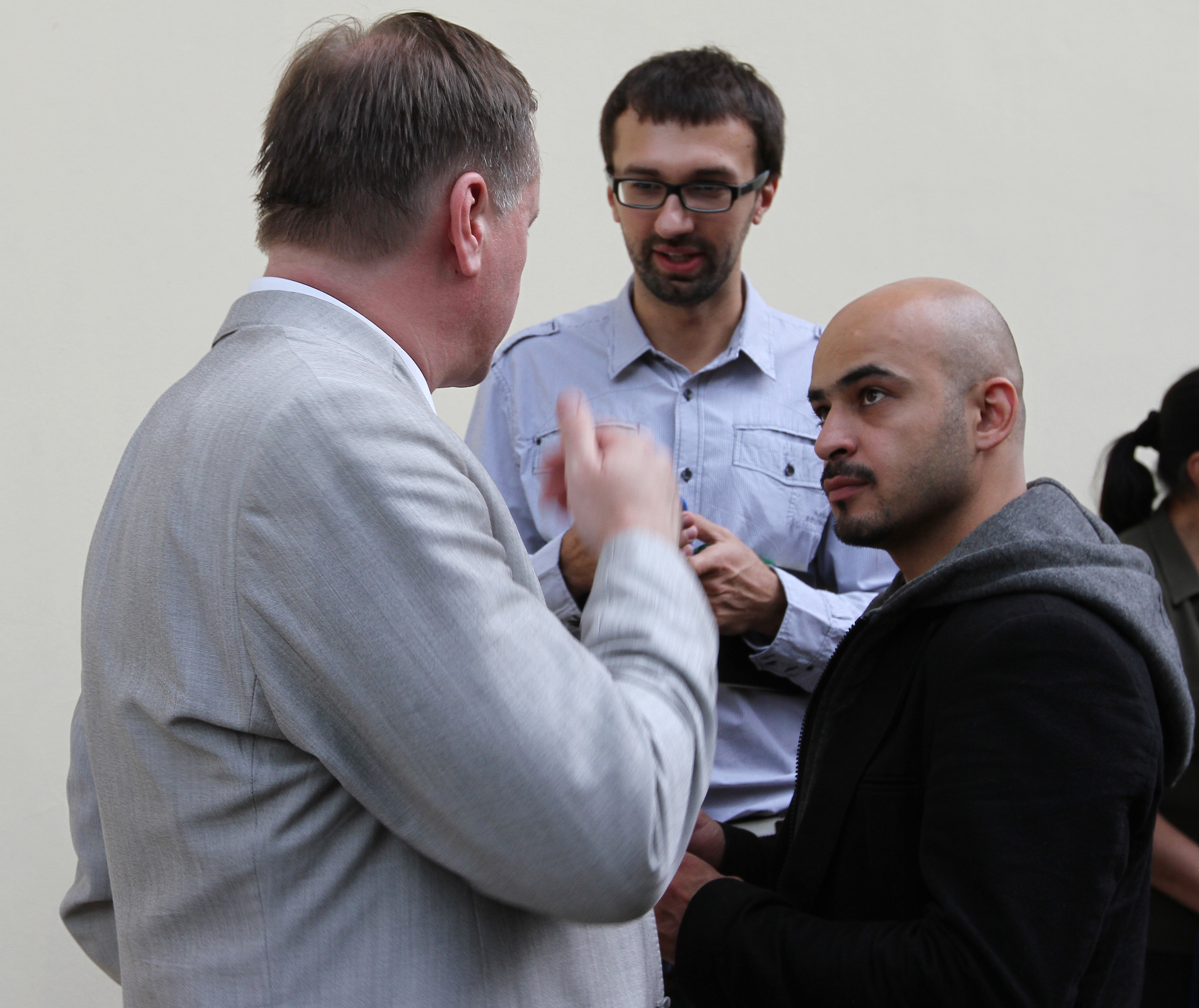
Журналисты «Украинской правды» Сергей Лещенко (в центре) и Мустафа Найем (справа) с политиком Тарасом Черноволом (стоит спиной)

В декабре 1999 года журналисты Георгий Гонгадзе, Алёна Притула и Сергей Шолох прибыли в Вашингтон с целью привлечь внимание властей США к притеснению свободы слова на Украине.
В апреле 2000 года Гонгадзе и Притула основали «Украинскую правду». Гонгадзе стал главным редактором, а Притула — его заместителем. В сентябре 2000 года Гонгадзе был похищен и убит. Издание возглавила Алёна Притула. Убийство Гонгадзе, который открыто протестовал против растущей государственной цензуры, привлекло международное внимание к состоянию свободы слова на Украине.
В 2004 году «Украинская правда» играла важную роль в предоставлении информации общественности во время Оранжевой революции.
В 2005 году издание вышло на самоокупаемость, получая доход от рекламы. Впоследствии Алёна Притула дополнила «Украинскую правду» новостными сайтами, посвящёнными экономике, светской жизни, местным новостям, создав интегрированную интернет-медиа-группу.
В 2015 года коллективы «Украинской правды», Hromadske.TV и Центр UA приняли решение создать совместный коворкинг MediaHub, официальное открытие которого было намечено на 27 февраля. Инициаторами выступили Алёна Притула, журналисты Мустафа Найем, Сергей Лещенко, Роман Скрыпин и активистка Светлана Залищук, помещение нашлось в здании треста «Киевгорстрой» в районе метро «Арсенальная», Печерский район города Киева. Арендодателем выступил предприниматель Константин Григоришин, вместе с Севгиль Мусаевой отвергавший своё какое-либо влияние на редакционную политику издания. Вместе с тем он заявлял о разделении их моральных ценностей и готовности всегда им помочь. Но не деньгами.
23 июня 2015 года Роскомнадзор уведомил редакцию интернет-издания о блокировке доступа к его форуму из России. Причиной стало обсуждение там памятки российским туристам в Крыму, опубликованной обществом защиты прав потребителей «Общественный контроль» (ОЗПП), где говорится, что Крым, согласно нормам международного права, имеет статус оккупированной территории. ОЗПП посоветовало россиянам въезжать на полуостров только с территории Украины и рекомендовало не совершать в Крыму сделок с недвижимостью.
В феврале 2016 года Роскомнадзор объявил об ограничении доступа к сайту «УП» на основании требования Генпрокуратуры РФ из-за новости о главе Меджлиса крымских татар Рефате Чубарове, которую редакция отказалась удалять.
К 2016 году с изданием сотрудничало около 40 человек. Пятнадцать работали на «Украинской правде», шесть — на «Экономической правде», около десяти на «Европейской правде», два — на «Исторической правде», пять — на «УП. Життя» (вместе с «Культурой»), по трое — в Tabloid и «БЖ», один — в «Киеве». В финансовом плане 95 % доходов составляла продажа рекламы, 5 % — гранты (в 2024 г. среди них были гранты от USAID).
В 2020 году в штате «Украинской правды» работало 20 человек без учёта других проектов.
26 мая 2021 года издание было приобретено инвест-компанией Dragon Capital. Стороны договорились о том, что редакционная политика издания и подходы к работе останутся без изменений и команда «Украинской правды» во главе с главным редактором Севгиль Мусаевой продолжит работать в том же формате, что и раньше, в тесном сотрудничестве с Еленой Притулой, которая и в дальнейшем будет выполнять роль редактора-основателя. Соучредитель «Украинской правды» Алена Притула в письме к читателям издания рассказала, что из суммы, которую она получила через продажу, по 100 тысяч долларов получат две дочери Георгия Гонгадзе, еще 250 тысяч долларов она планирует передать на стипендии имени погибшего журналиста УП Павла Шеремета для студентов и молодых журналистов. И сообщила, что ближайшие два года продолжит работать в издании.
В октябре 2024 года обвинила офис президента Украины Владимира Зеленского в оказании «длительного и системного давления» на редакцию и отдельных журналистов.

## Главные редакторы
- Георгий Гонгадзе (2000)
- Алёна Притула (2000—2014)
- Севгиль Мусаева (2014—настоящее время)

## Другие проекты
В группу сайтов «Украинской правды» также входят:
- «Экономическая правда». Была основана в 2006 году, с течением времени получила отдельную редакцию, доменное имя, название и дизайн[17].
- сайт гражданской журналистики «Народная правда»;
- сайт о шоу-бизнесе и светской жизни «ТаблоID»;
- новости столицы Украины «Киев»;
- лайфстайл-ресурс «УП.Життя» (Жизнь);

«Европейская правда» и «Историческая правда» являются независимыми партнерами издательства «Украинская правда» и не связаны с УП финансово или через механизмы собственности/менеджмента.

### Бывшие проекты
- спортивный сайт «Чемпион» (прекратил работу 1 августа 2017 года из-за низкой эффективности[19][20]. В октябре 2017 года был продан медиаменеджеру и основателю сайта Sport.ua Дмитрию Копию[21], по состоянию на осень 2019 года ресурс являлся прибыльным[22]).
- «УП.Культура». Данный раздел существовал в рамках проекта Жизнь с собственным штатом и руководством, в октябре 2017 года было решено создавать для него контент силами сотрудников УП.Життя[23].
- Сайт о культурных событиях в Киеве, Одессе и Львове «БЖ». Был запущен 3 июля 2015 года УП совместно с группой менеджеров и журналистов издания, в декабре 2018 года был продан чешской компании Accord Group Praha s.r.o[24].

## Популярность
По данным «Gemius» за октябрь 2015 года «Украинская Правда» заняла третье место среди украинских новостных сайтов, уступив только сайтам «Обозреватель» и «Цензор.нет». В этом месяце число просмотров её страниц составило 56 млн.

## Награды
В 2006 году издание получило премию имени Герда Буцериуса «Свободная пресса Восточной Европы».
В ходе российского вторжения 2022 года журналисты Михаил Ткач и Сергей Сидоренко награждены орденом «За заслуги» ІІІ степени.

## Оценки и критика
На протяжении 2015—2017 годов Институт массовой информации определял «Украинскую правду» как одного из лидеров по соблюдению журналистских стандартов среди всеукраинских интернет-изданий.
В апреле 2020 года «Украинская правда» попало на второе место в списке самых качественных СМИ по соблюдению профессиональных стандартов, по результатам анализа, проведенного Институтом массовой информации. Согласно данным исследования, на сайте УП уровень соблюдения профессиональных стандартов составлял 97,5 %. Подавляющее большинство новостей на ресурсе было написано без нарушений профессиональных стандартов журналистики. Так, стандарт баланса и отделения фактов от комментариев на сайте были соблюдены в 99 % материалов. Уровень соблюдения достоверности ещё выше и составляет 99,5 %.
В июне 2020 года одесский активист Сергей Стерненко обвинил журналистку «Украинской правды» Соню Лукашову в попытке обманом получить у его адвокатов копию процессуальных документов. В итоге на УП вышел материал «Подозрение года. Объясняем версию следствия по делу Стерненко», в котором была представлена позиция обвинения и адвоката оппонентов Стерненко, но не его защиты. Своей публикацией активист хотел предостеречь других «быть внимательными при общении с этим изданием». Владелец УП Алёна Притула ответила Стерненко под публикацией: «Каждое предложение или не точное, или не соответствует действительности, или вообще клевета», но не конкретизировала свои обвинения.
24 января 2024 года на фоне катастрофы Ил-76 в Белгородской области, издание опубликовала новость, где со ссылкой на источник в украинском Генштабе назвала падение Ил-76 «работой» ВСУ (в социальных сетях публикация сопровождалась отдающим воинскую честь эмодзи). Когда выяснилось, что на борту самолёта могли быть возвращавшиеся домой украинские военнопленные, издание переписало новость и добавила приписку: «Раньше в материале со ссылкой на источники в ВСУ указывалось, что они причастны к падению самолёта. В то же время другой источник УП не подтвердил эту информацию». Согласно заявлениям главного редактора издания Севгиль Мусаевой-Боровик, После публикаций о падении Ил-76 с УП связались люди из медийной команды Генштаба, заверив, что это работа ВСУ Аналогичным образом отметилось издание РБК-Украина.